# Потайной сад
Потайно́й сад (итал. giardino segreto) — архитектурный элемент здания, представляющий собой небольшую территорию, огражденную забором или оградой, имеющий выход в здание. Подобные сады в Европе были построены во всех резиденциях в XVIII веке. Потайной сад имеет характер «частного» сада, почти комнаты в доме и обычно доступен только оттуда (из дома). Потайной сад также может соединять все части здания, являясь географическим его центром. 

## История появления
Потайной сад обрел популярность, когда личные индивидуальные, человеческие размышления считались признаком хорошего тона и моральной состоятельности человека. Наибольший рассвет "индивидуальный сад" получил в эпоху Ренессанса. Такой сад отводился для созерцания и интеллектуальных занятий, также он мог входить в целые комплексы помещений. Помимо спокойных мыслей потайной сад давал горожанам возможность спрятаться от городской суеты и сильной вони улиц.
Если речь идет о деловых людях: банкирах, чиновниках или простых ремесленниках, то они также искали покоя в потайном саду.
Во время расцвета итальянского Ренессанса огромное количество палаццо и особняков имели потайной сад. Идеальным примером может выступать Палаццо Медичи-Риккарди (дом семьи Медичи), расположенный в центре Флоренции.
В Российской империи также использовался итальянских опыт потайных садов. Например, особняк Мясникова в Петербурге.

## Форма и вид
Потайные сады стремились к правильным геометрическим формам, а архитектурное оформление сада соответствовало стилю. Чаще всего в саду располагаются правильные посадки цветов (в том числе и редкостных) и фруктовых деревьев. Сад может быть украшен фигурками или статуями (например, путти или дельфинами).